# Salón de otoño

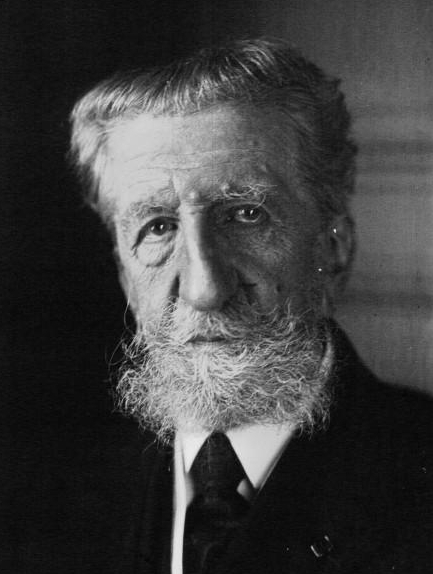
Frantz Jourdain, 1923.

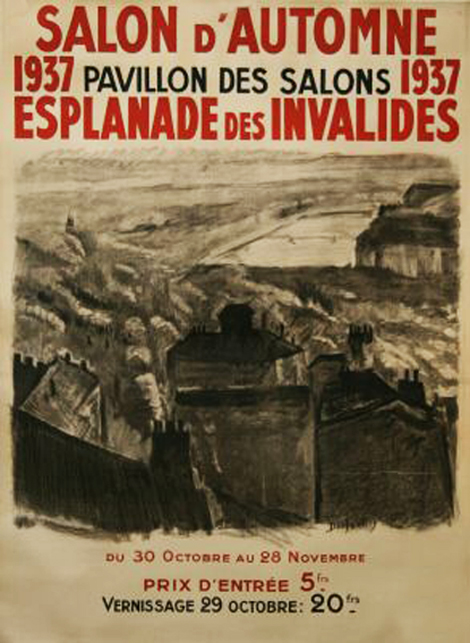
Georges Dufrénoy, Vue de Lyon. Afiche.

El Salón de otoño (en francés: Salon d'Automne, pronunciado /salɔ̃ d‿otɔn/) es una exposición de arte que se celebra anualmente en París desde 1903.

## Historia
El Salón de otoño fue creado el 31 de octubre de 1903 en el Petit Palais, con la iniciativa del arquitecto y crítico de arte belga Frantz Jourdain (1847-1935), contando con la colaboración de artistas como Matisse, Rouault, Bonnard y Marquet. Perseguía una doble finalidad: ofrecer salidas a los jóvenes artistas y descubrir a un público popular el impresionismo y sus prolongaciones artísticas, tendencia de moda del momento. Uno de sus primeros éxitos fue la exposición que dio a conocer el fauvismo en el Salón de otoño de 1905. En sus inicios fue el centro de varias exposiciones conmemorativas de artistas de la época, destacando las de Gauguin (1903), Jean-Auguste-Dominique Ingres, Edouard Manet y Cézanne (1907). También suele tener representación de artistas extranjeros.
La elección del otoño como la temporada de presentación es estratégica por varios conceptos: no solo les permite a los artistas presentar sus pequeñas pinturas realizadas al aire libre en el curso del verano, sino que se desmarca de otros dos grandes salones (el Nacional y el de los artistas franceses) que celebraban sus exposiciones en primavera.
El Salón de Otoño destacó asimismo por divulgar todo tipo de género artístico, desde la pintura y escultura hasta la fotografía, el grabado, el diseño, las artes aplicadas, etc. Estaban particularmente bien representados los pintores extranjeros.
Desde 1904, el Salón dejó el Petit Palais para ir al Grand Palais.